# American duets (Willé & Neyman)
American duets is een cd uit 2001 met duetten van Toni Willé, de voormalige zangeres van Pussycat, en Benny Neyman. De cd werd geproduceerd door een Belgisch-Nederlands duo, namelijk Francis Goya en Martin Duiser. De arrangementen werden geschreven door een Frans-Nederlands trio, namelijk Jean-Luc Drion, Piet Souer en Frank van der Heyden.
Vrijwel alle liedjes zijn geschreven door Amerikanen, op het zevende na waarvan de compositie Frans is en het laatste dat geschreven werd door de Nederlander Werner Theunissen. Op het laatste na zijn het allemaal covers van bekende Amerikaanse hits.

## Hitnoteringen
De elpee stond twee weken in de Nederlandse Album Top 100, met de volgende noteringen.
| Blue lights in de Album Top 100 van 31-03-2001 t/m 07-04-2001 | Blue lights in de Album Top 100 van 31-03-2001 t/m 07-04-2001 | Blue lights in de Album Top 100 van 31-03-2001 t/m 07-04-2001 | Blue lights in de Album Top 100 van 31-03-2001 t/m 07-04-2001 |
| Week                                                          | 1                                                             | 2                                                             |                                                               |
| ------------------------------------------------------------- | ------------------------------------------------------------- | ------------------------------------------------------------- | ------------------------------------------------------------- |
| Positie                                                       | 78                                                            | 85                                                            | uit                                                           |

## Nummers
| Nummer | Naam                         | Geschreven door                               | Duur |
| ------ | ---------------------------- | --------------------------------------------- | ---- |
| 1.     | Fire to fire                 | Bill Rice, Mike Lawler en Sharon Rice         | 3:22 |
| 2.     | The Greatest man I ever knew | Layng Martine jr. en Richard Leigh            | 3:12 |
| 3.     | Crying time                  | Buck Owens                                    | 2:42 |
| 4.     | Mi vida loca                 | Jess Leary en Pam Tillis                      | 2:49 |
| 5.     | What if I say goodbye        | Harlan Howard                                 | 3:18 |
| 6.     | Vincent                      | Don McLean                                    | 4:24 |
| 7.     | Let it be me                 | Gilbert Bécaud, Pierre Delanoë en Mann Curtis | 3:05 |
| 8.     | Two piña coladas             | Benita Hill, Sandy Mason en Shawn Camp        | 2:58 |
| 9.     | Oh, how I miss you tonight   | Benny Davis, Joe Burke en Mark Fisher         | 2:52 |
| 10.    | You needed me                | Randy Goodrum                                 | 3:26 |
| 11.    | On a bus to St. Cloud        | Gretchen Peters                               | 4:38 |
| 12.    | Love by grace                | Dave Loggins en Wayne Tester                  | 4:10 |
| 13.    | Colours                      | Werner Theunissen                             | 3:58 |